# フレッシュ・ワロンヌ2008
フレッシュ・ワロンヌ2008は、フレッシュ・ワロンヌの72回目のレース。2008年4月23日に199.5kmの行程で行われ、キム・キルシェンが初優勝。

## 結果
|    | 選手名                         | 国籍           | チーム                 | 時間          |
| -- | ------------------------------ | -------------- | ---------------------- | ------------- |
| 1  | キム・キルシェン               | ルクセンブルク | チーム・ハイロード     | 4時間35分29秒 |
| 2  | カデル・エヴァンス             | オーストラリア | サイレンス・ロット     | +01秒         |
| 3  | ダミアーノ・クネゴ             | イタリア       | ランプレ               | +02秒         |
| 4  | ロベルト・ヘーシンク           | オランダ       | ラボバンク             | +02秒         |
| 5  | トーマス・デッケル             | オランダ       | ラボバンク             | 同            |
| 6  | ダビデ・レベリン               | イタリア       | ゲロルシュタイナー     | 同            |
| 7  | ミヒャエル・アルバジーニ       | スイス         | リクイガス             | +08秒         |
| 8  | ホアキン・ロドリゲス           | スペイン       | ケス・デパーニュ       | +10秒         |
| 9  | クリスティアン・ファンベルガー | オーストリア   | バルロワールド         | +15秒         |
| 10 | ジョン・ガドレ                 | フランス       | AG2R・ラ・モンディアル | +20秒         |